# Eschbachtal (Remscheid)
Das Naturschutzgebiet Eschbachtal liegt auf dem Gebiet der kreisfreien Stadt Remscheid in Nordrhein-Westfalen. Das Gebiet erstreckt sich südlich der Kernstadt von Remscheid an der Grenze zu Wermelskirchen im Rheinisch-Bergischen-Kreis.

## Bedeutung
Das Naturschutzgebiet Eschbachtal mit der Schlüsselnummer RS-014 unterliegt seit dem 15. November 2001 dem Veränderungsverbot. Es weist eine Größe von 3,04 ha auf und beinhaltet drei Flächen auf der rechten Seite des Eschbaches: Zwei Flächen liegen westlich bzw. östlich der Ortschaft Zurmühle und eine dritte Fläche östlich der Ortschaft Heintjeshammers. Ergänzt wird das Naturschutzgebiet durch Flächen linksseitig des Eschbaches, die durch den Landschaftsplan Eifgenbachtal des Rheinisch-Bergischen Kreises als Naturschutzgebiet Eschbachtal festgesetzt sind und unter der Schlüsselnummer GL-042 geführt werden.
Der geschützte Abschnitt des Eschbaches zeichnet sich durch einen Wechsel von Wald- und Offenlandstrukturen mit Feuchtwiesen und -brachen sowie einem verlandenden Hammerteich aus.
Die Schutzausweisung dient insbesondere der Erhaltung und Entwicklung der naturnahen Abschnitte des Eschbachtales mit seinem hohen Strukturreichtum und gefährdeten Biotoptypen sowie zur Verwirklichung eines gemeindeübergreifenden Biotopverbundes. Auch die hier vorkommenden seltenen oder gefährdeten Pflanzen- und Tierarten, zum Beispiel Hirschzungenfarn, Wasseramsel, Eisvogel und Ringelnatter, sollen durch die Ausweisung vor Beeinträchtigungen geschützt werden.

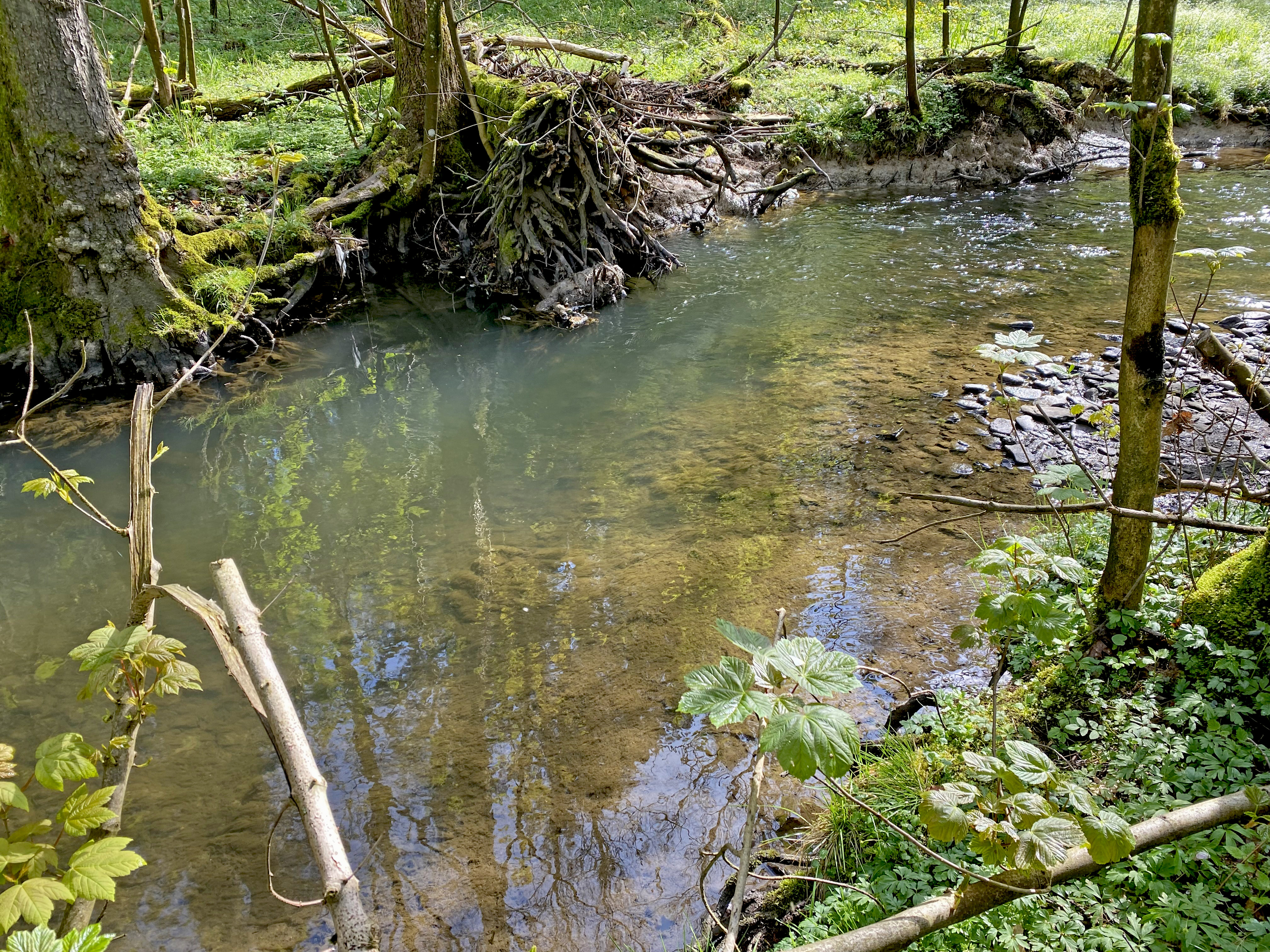
Eschbach-Ufer nimmt viele Formen an
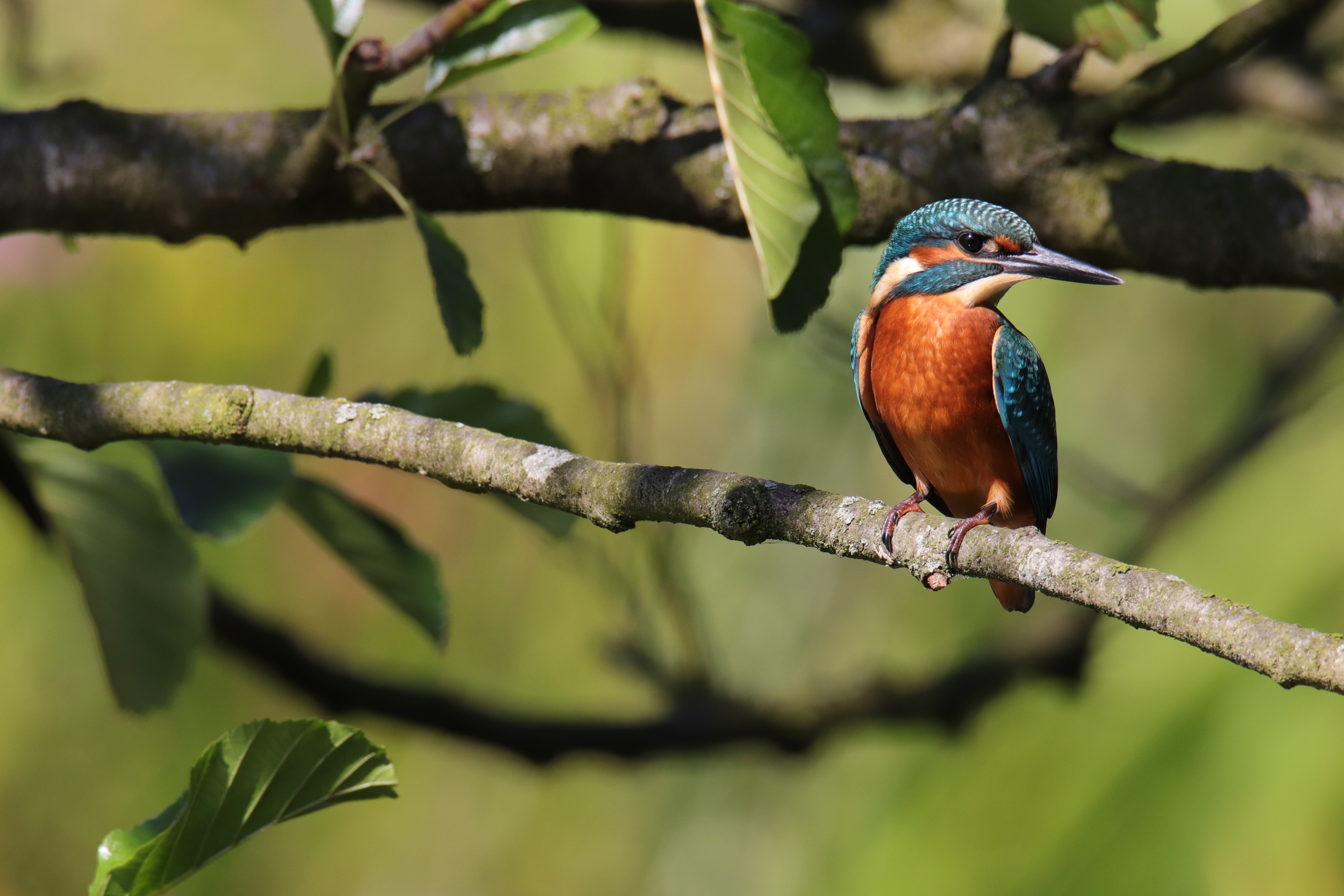
Eisvogel (Acledo atthis)
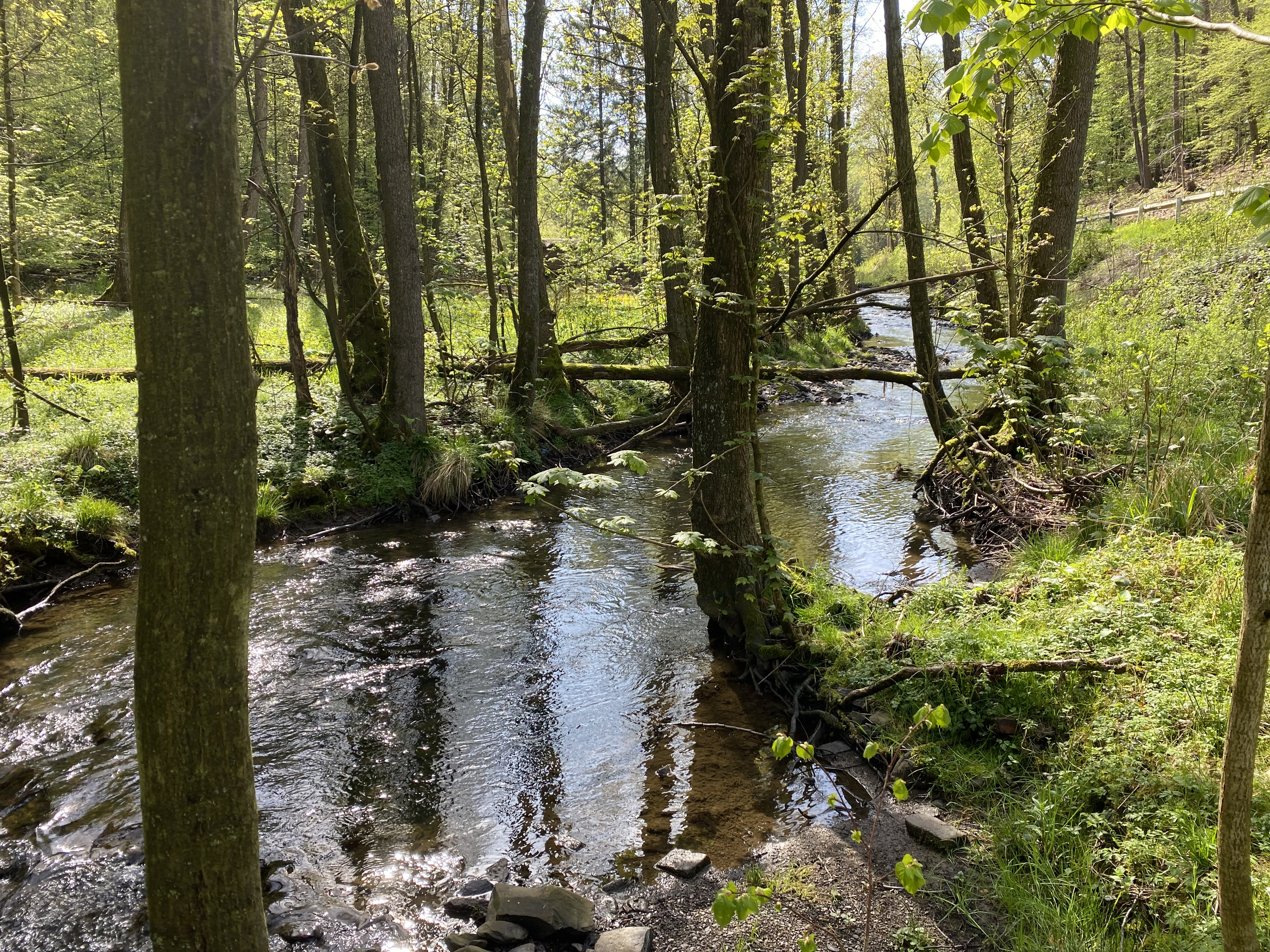
Eschbach – Jagdrevier für Eisvögel und Wasseramseln
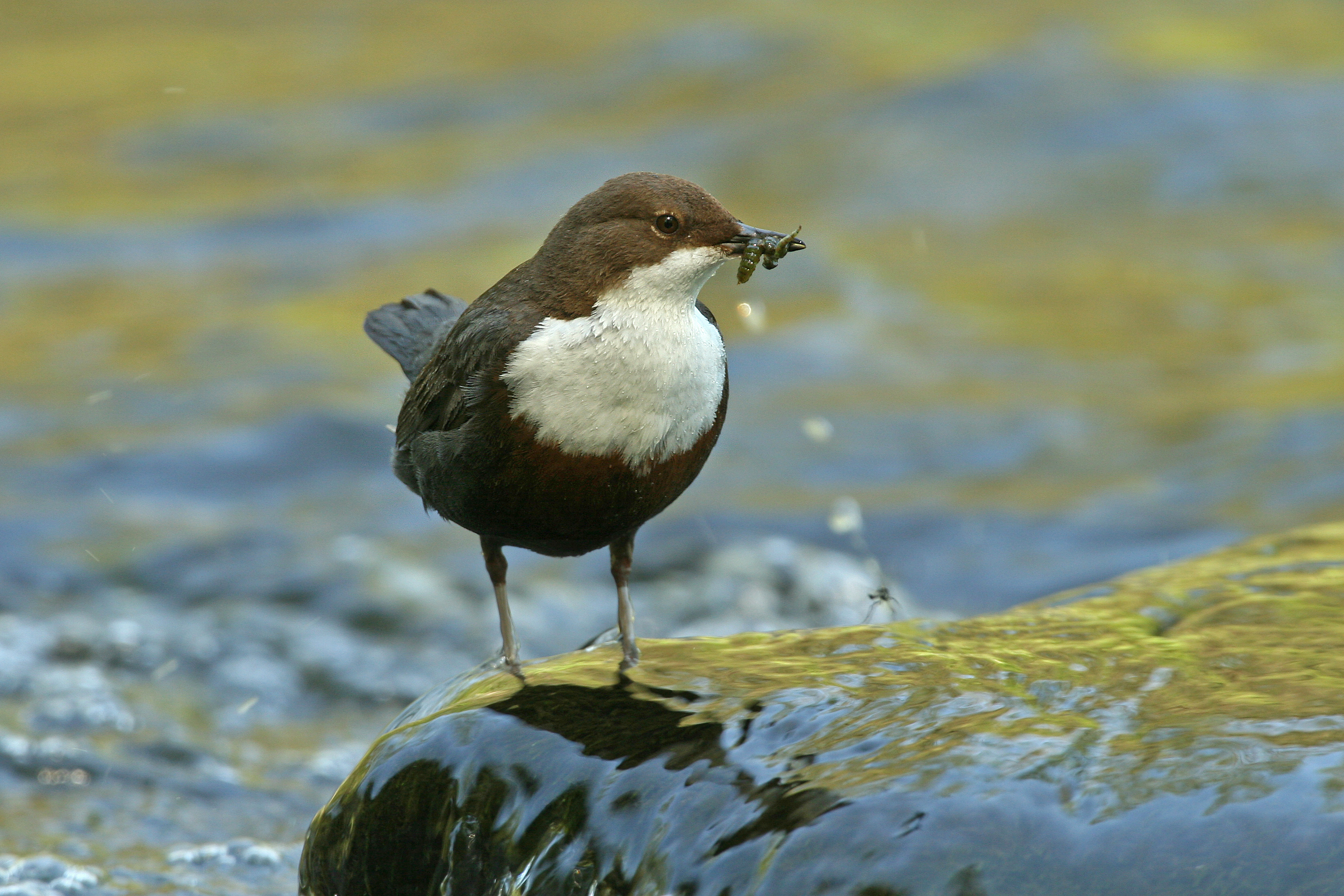
Wasseramsel (Cinclus cinclus)
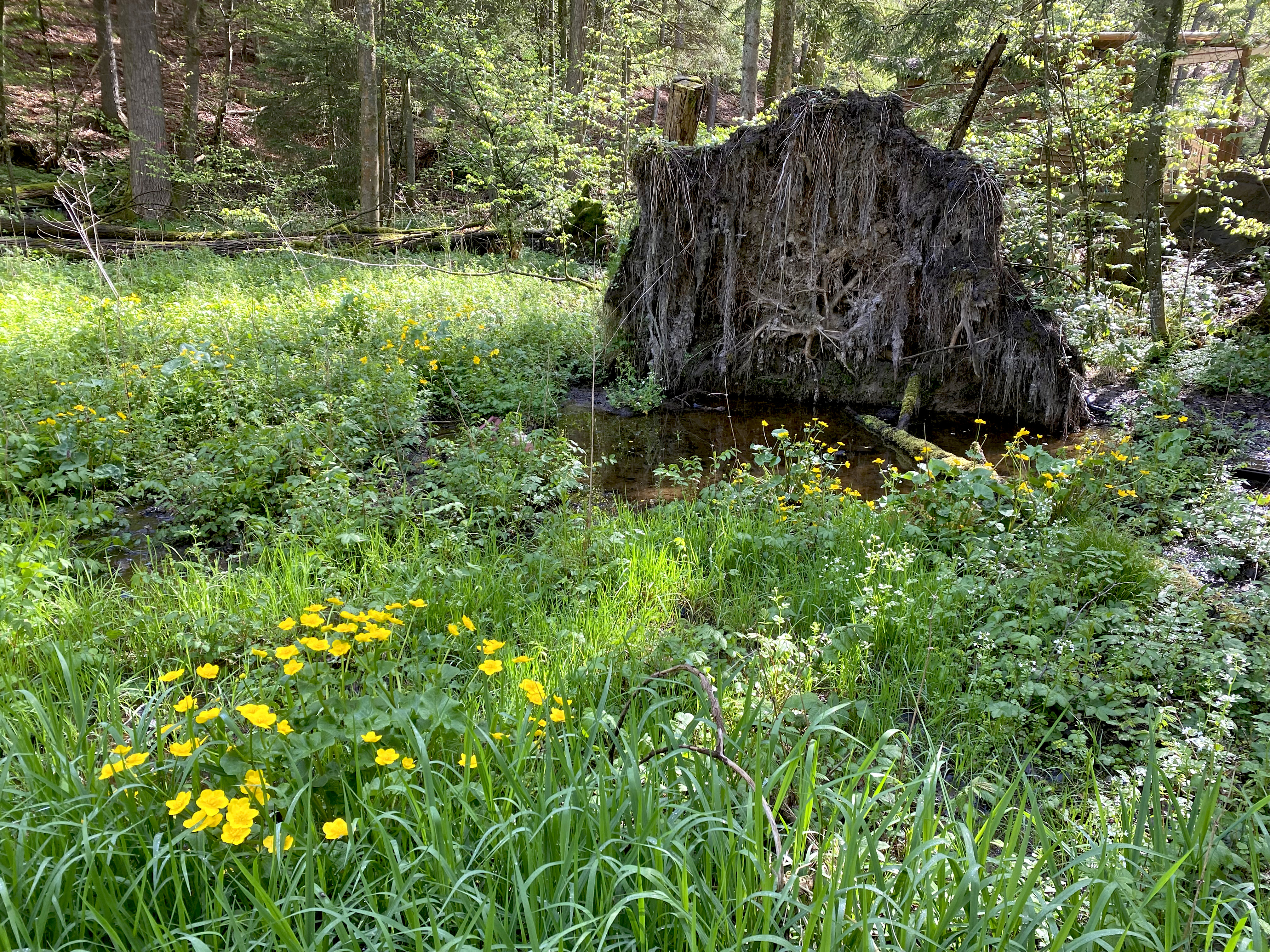
Umgestürzter Baum schafft ein Feuchtbiotop im NSG Eschbachtal
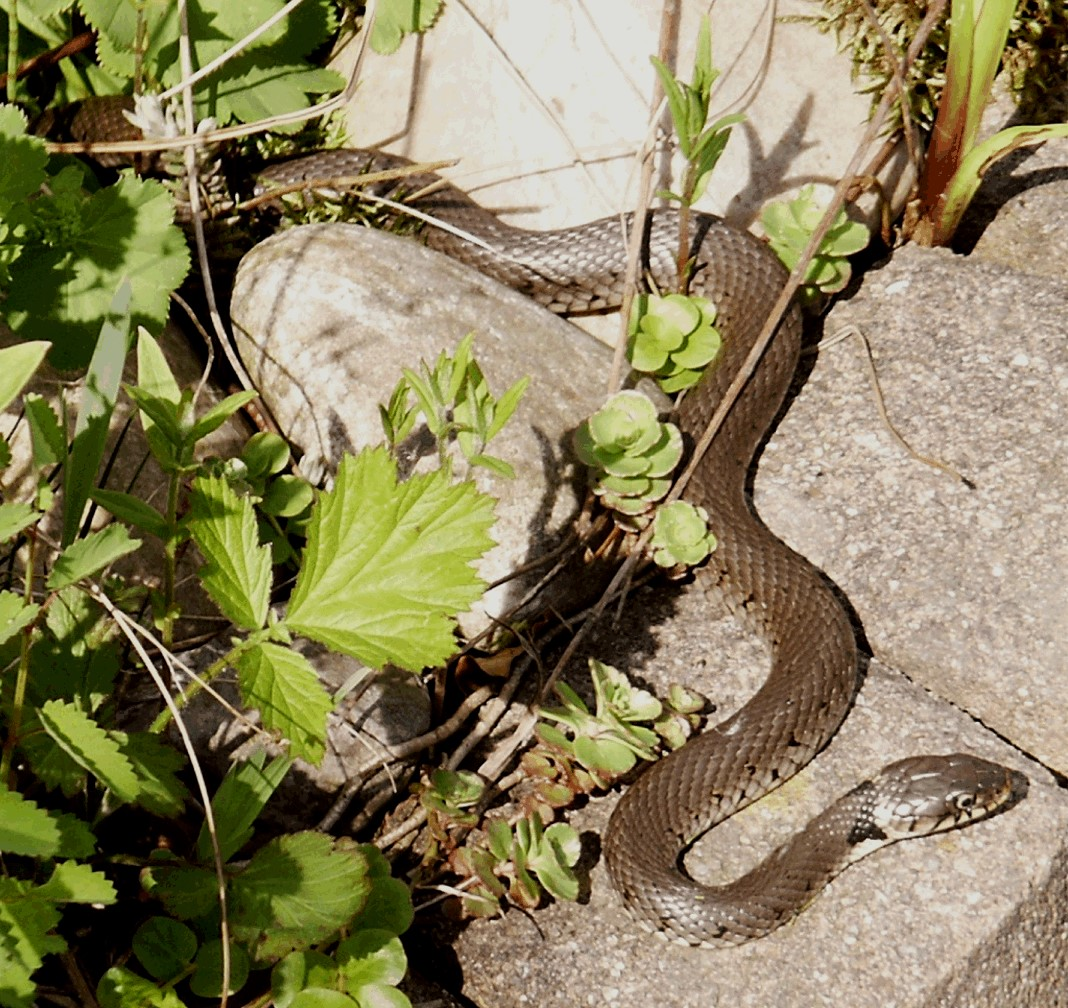
Ringelnatter (Natrix natrix)
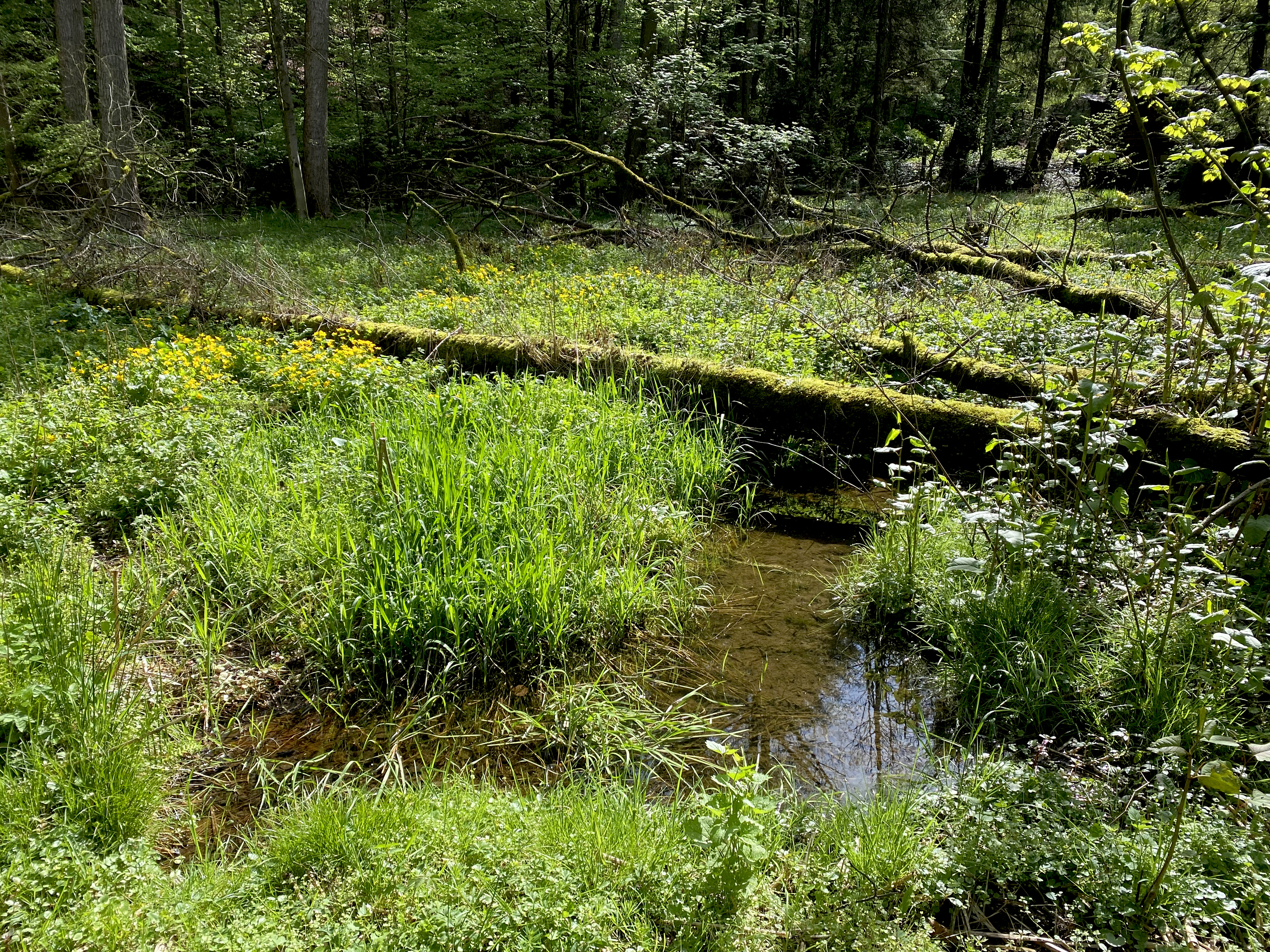
Feuchtbiotop im Eschbach-Auwald
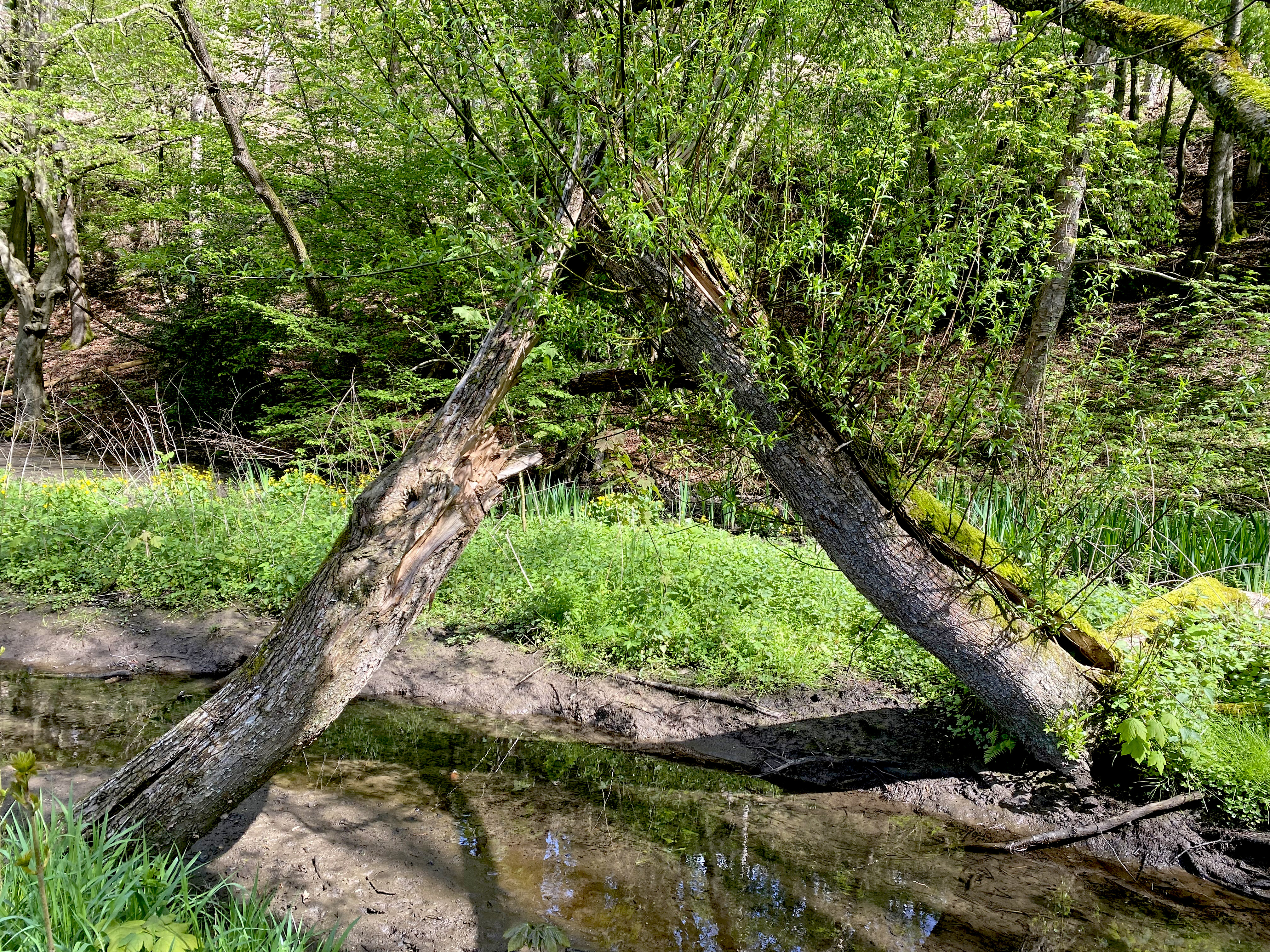
Gebrochene Weide überspannt den Obergraben zum Heintjeshammer
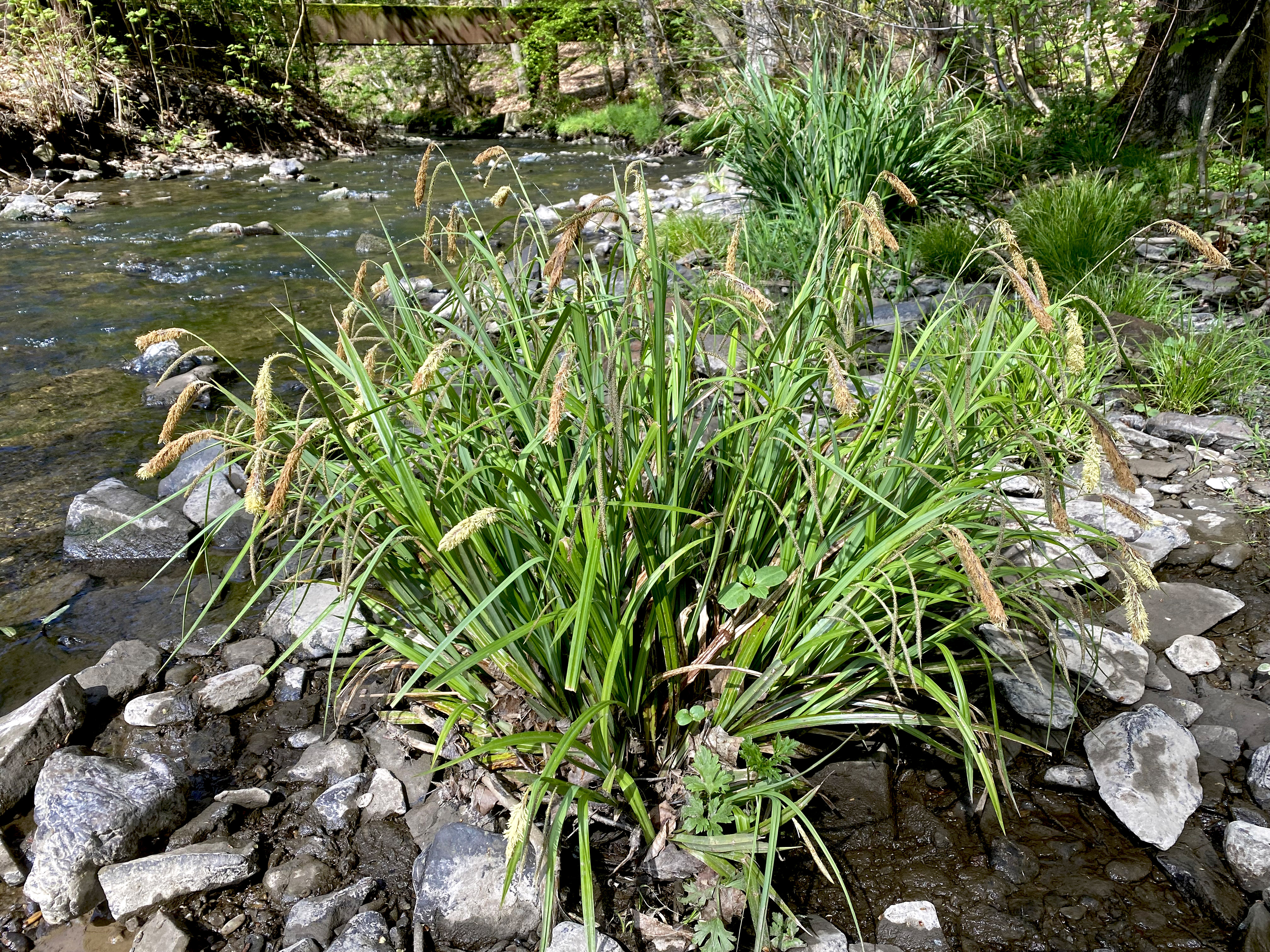
Hänge-Segge (Carex pendula) am Eschbachufer
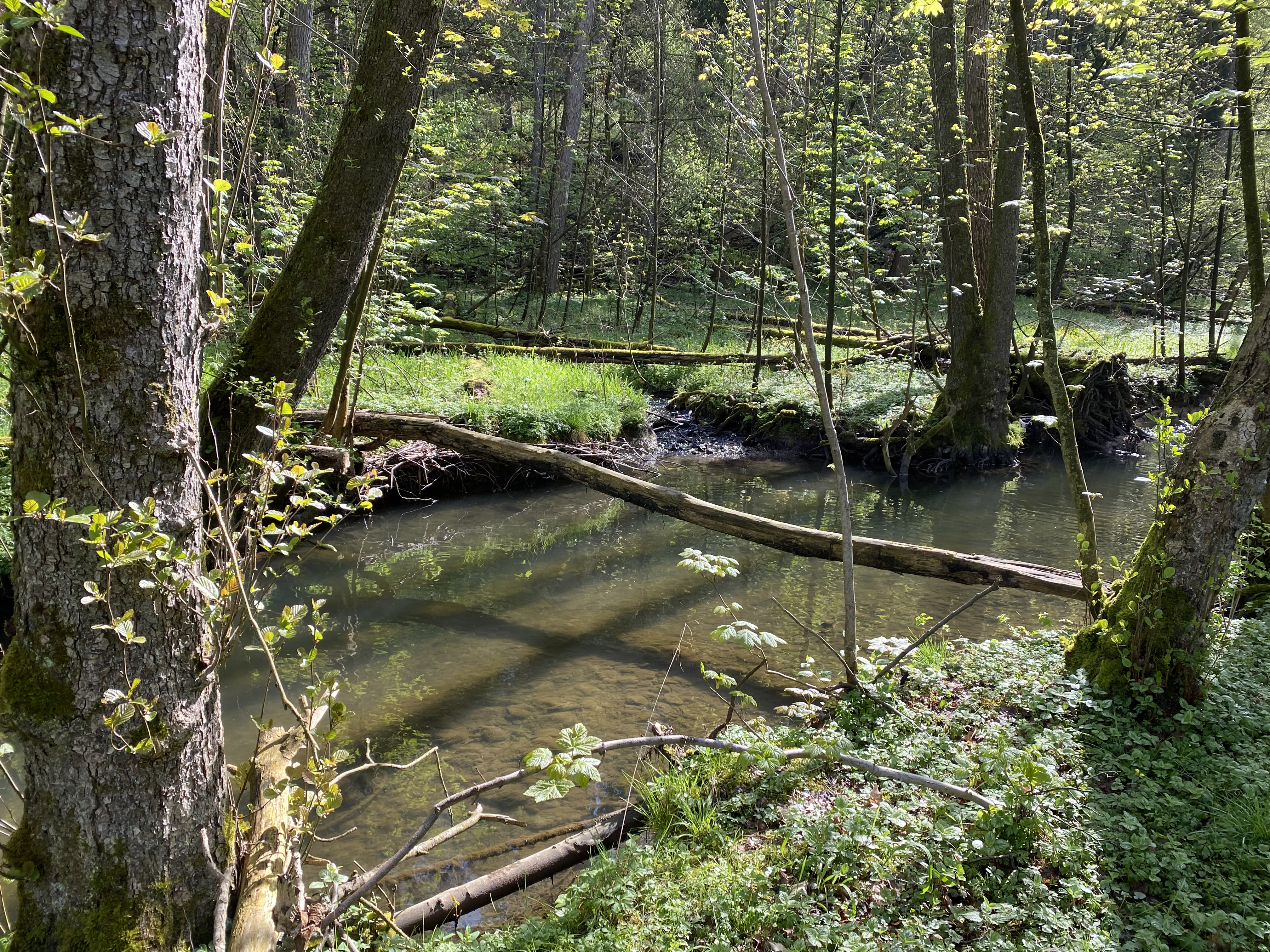
Kleiner Nebenbach erreicht den Eschbach im Auwald
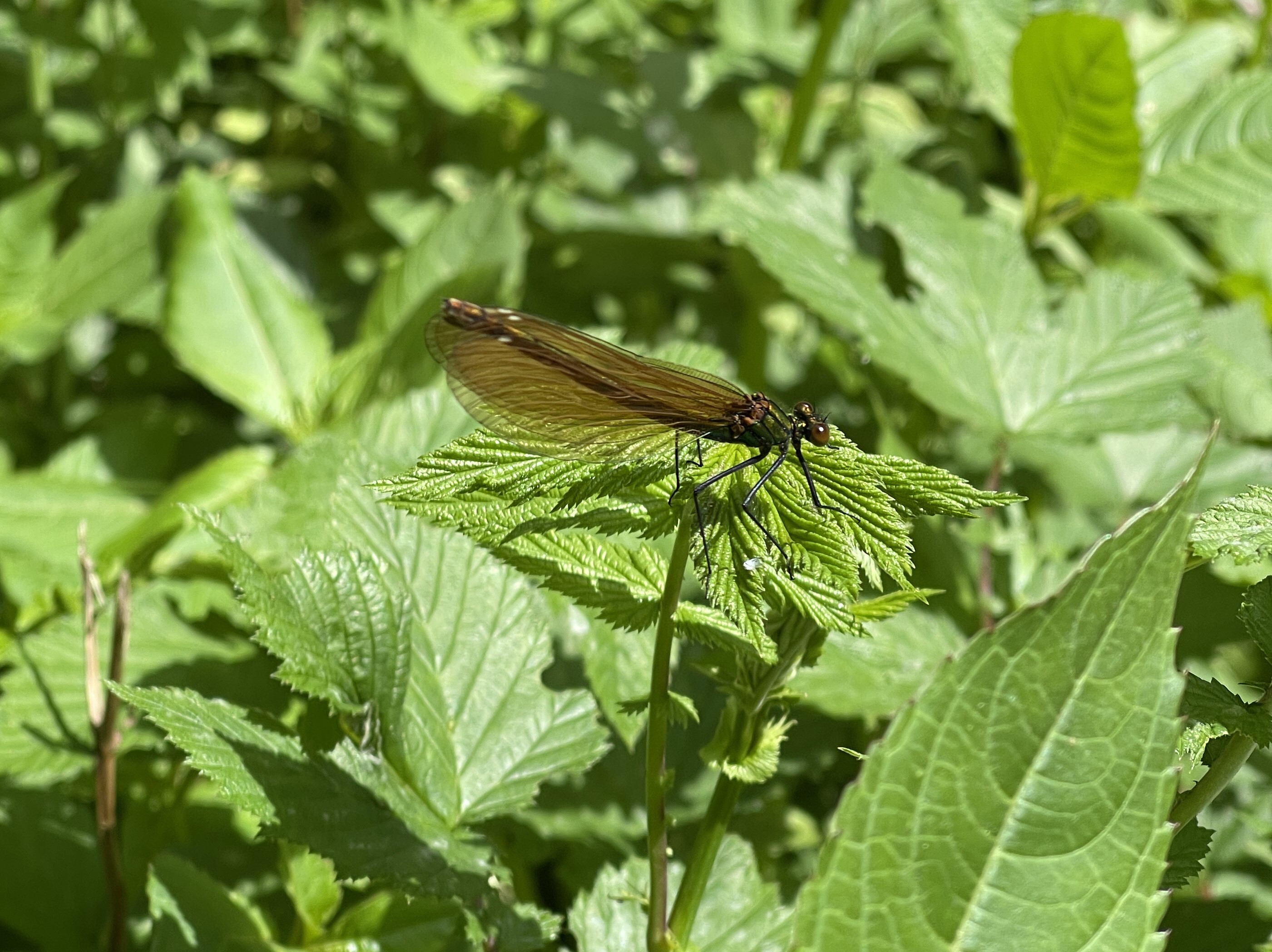
weibl. Blauflügel-Prachtlibelle im NSG bei Zurmühle
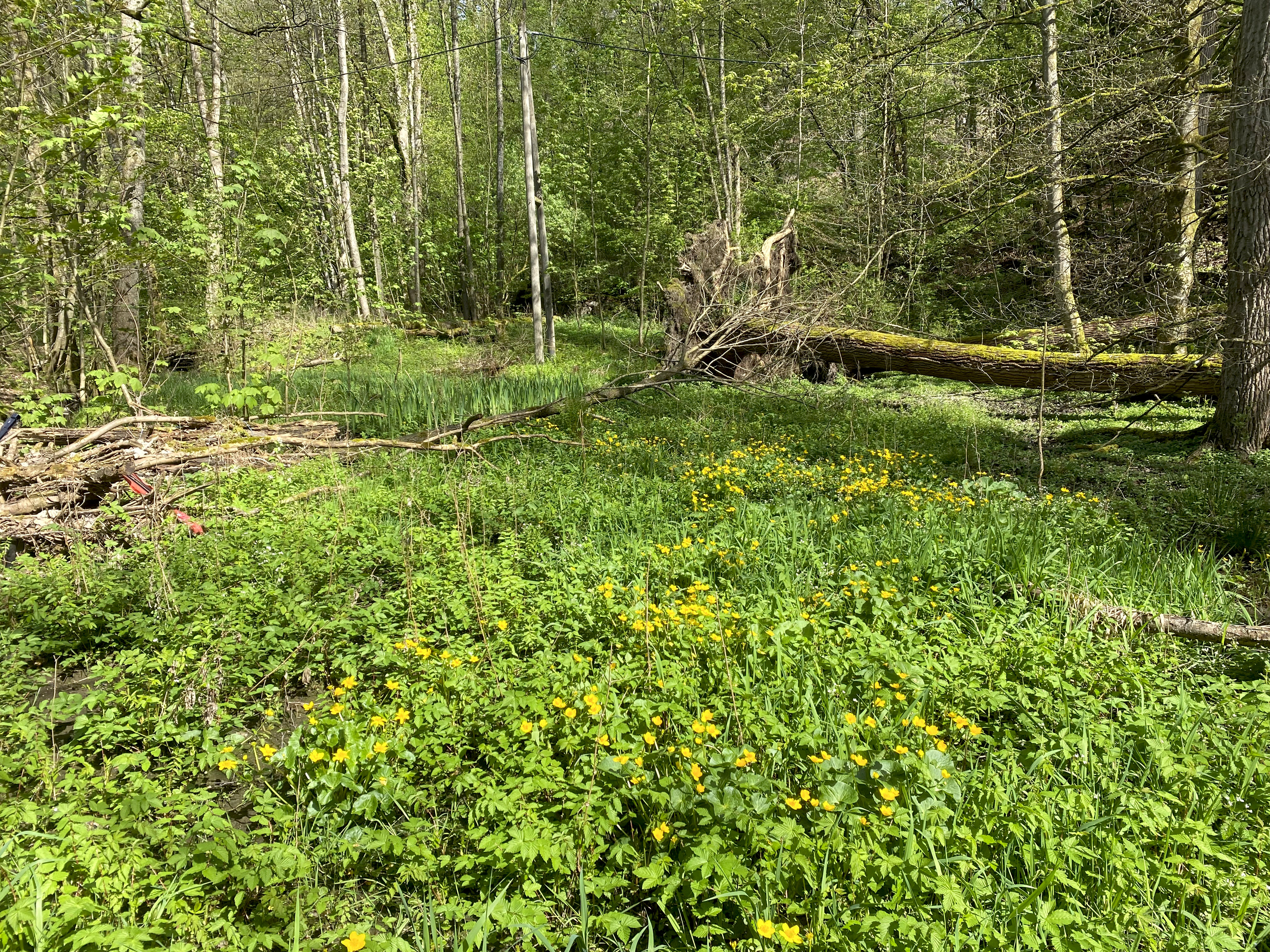
Auwald mit Mädesüß, Sumpf-Dotterblumen und Sumpf-Schwertlilien